# Maluo
Maluo is een bestuurslaag in het regentschap Nias Selatan van de provincie Noord-Sumatra, Indonesië. Maluo telt 1262 inwoners (volkstelling 2010).